# 怀仁市峪宏中学
39°50′2″N 113°7′55″E / 39.83389°N 113.13194°E
怀仁市峪宏中学创办于1999年，是怀仁市第一所民办初中学校，简称峪宏。
峪宏中学从2020年秋季开始全面接管怀仁市大地学校初中部、怀仁市正兴中学，成立峪宏教育集团，集团下设三个校区：峪宏中学主校区、峪宏中学大地校区、峪宏中学正兴校区。。校内设有舞蹈、田径、书法、演讲等50多个学生社团。